# Ierace (governatore romano)
Ierace (latino: Hierax; Alessandria d'Egitto, ... – ...; fl. 404) è stato un politico romano, governatore della Pamfilia.
All'interno della corte dell'imperatore Arcadio, faceva parte della fazione che sosteneva il comes sacrarum largitionum Giovanni; Ierace assassinò Fravitta, un generale che si opponeva a Giovanni.
Come ricompensa, fu probabilmente fatto governatore della Pamfilia; lo storico Eunapio afferma che saccheggiò la provincia più pesantemente dei briganti isaurici. Per tali vessazioni, fu arrestato dal vicarius Asia Erenniano, il quale lo multò di 4000 pezzi d'oro; pare che Erenniano volesse punirlo in tal modo per la morte di Fravitta.
Eunapio lo descrive come avido, licenzioso e insolente, e di averlo rimproverato aspramente quando si incontrarono.